# Víctor Pacheco
Víctor Danilo Pacheco (Barranquilla, 24 september 1974) is een profvoetballer uit Colombia. Hij speelt als aanvallende middenvelder en komt sinds 2011 uit voor Universidad Autónoma del Caribe Fútbol Club. Eerder speelde hij onder meer voor de Colombiaanse clubs Independiente Medellín, América de Cali en Atlético Junior.

## Interlandcarrière
Pacheco speelde 28 officiële interlands voor Colombia in de periode 1993-2005. Hij maakte zijn debuut in de vriendschappelijke wedstrijd tegen Venezuela (0-0) op 24 februari 1993, toen hij na 61 minuten inviel voor Adolfo Valencia. Ook Geovanis Cassiani, Mauricio Serna, Víctor Aristizábal en Hernán Gaviria debuteerden in dat duel, dat tevens de rentree betekende van bondscoach Francisco Maturana.
Ruim een half jaar voor zijn debuut in de A-selectie nam Pacheco, bijgenaamd Pachequito, met Colombia deel aan de Olympische Spelen in Barcelona (Spanje). Daar strandde de ploeg onder leiding van bondscoach Hernán Darío Gómez in de voorronde na nederlagen tegen de latere olympisch kampioen Spanje (0-4) en Egypte (3-4), en een gelijkspel tegen Qatar (1-1).

## Erelijst
Atlético Junior
- Colombiaans landskampioen

1993, 1995